# Valentina Polkhanova
Valentina Polkhanova, née le 15 août 1971 à Saransk, est une coureuse cycliste soviétique puis russe. Elle a notamment remporté La Grande Boucle féminine internationale en 1994 et le championnat du monde du contre-la-montre par équipes en 1993 et 1994.

## Palmarès
- 1990
  - 3e du championnat du monde du contre-la-montre par équipes
- 1991
  - 3e du championnat du monde du contre-la-montre par équipes
- 1993
  -  Championne du monde du contre-la-montre par équipes (avec Aleksandra Koliaseva, Svetlana Boubnenkova, Olga Sokolova)
  - 2e du Chrono champenois
- 1994
  -  Championne du monde du contre-la-montre par équipes (avec Aleksandra Koliaseva, Svetlana Boubnenkova, Olga Sokolova)
  - La Grande Boucle féminine internationale
    - Classement général
    - 11e étape

  - 3e du Chrono champenois
- 1995
  -  Championne de Russie du contre-la-montre
  - Tour de l'Aude cycliste féminin
  - 2e du championnat de Russie sur route
  - 4e du championnat du monde du contre-la-montre
- 1997
  - 2e du championnat de Russie du contre-la-montre
- 1998
  - Ster Zeeuwsche Eilanden
    - Classement général
    - 3e étape

  - 3e étape de La Grande Boucle féminine internationale
  - 2e du Chrono champenois
  - 2e du Tour de l'Aude cycliste féminin
  - 2e du Women's Challenge
- 1999
  - 5e et 10e étapes de La Grande Boucle féminine internationale
  - 2e du championnat de Russie du contre-la-montre
  - 2e de La Grande Boucle féminine internationale
  - 2e du Chrono champenois
  - 3e du Chrono des Herbiers
- 2000
  - 12e étape du Tour d'Italie
  - 3e du championnat de Russie du contre-la-montre
  - 3e du Tour d'Italie
- 2002
  - 9e étape de La Grande Boucle féminine internationale
  - 2e du championnat de Russie sur route
  - 2e du Tour de l'Aude cycliste féminin
- 2003
  - Tour de Thuringe
  - 5e étape de l'Eko Tour Dookola Polski
  - 2e de l'Eko Tour Dookola Polski
- 2004
  - 3e du Trophée d'Or féminin